# لاركانو
لاركانو، (بالإنجليزية: Larciano)‏، هي (بلدية) في مقاطعة بستويا، في إقليم توسكانا الإيطالي، وتقع على بعد حوالي 30 كم (19 ميل) غرب فلورنسا، وحوالي 13 كم (8 ميل) جنوب بستويا.

## السكان
في سنة 1861 بلغ عدد السكان 3٬951 نسمة، وتطور العدد ليصل في سنة 2011 لـ 6٬418 نسمة.
يظهر هذا المخطط البياني تطور النمو السكاني لـ لاركانو